# Petra Böttcher
Petra Böttcher (* 1957 in Cuxhaven) ist eine deutsche bildende Künstlerin. Überwiegend arbeitet sie mit der Lochkamera.

## Leben
Böttcher studierte Grafik-Design mit Schwerpunkt Fotografie der Hochschule für Bildende Künste in Braunschweig bei Michael Ruetz und Manolo Laguillo. 1988 schloss sie das Studium mit dem Diplom ab.
In ihren ersten Schaffensjahren beschäftigte sich Petra Böttcher ausschließlich mit Schwarzweiß-Fotografie. Seit 1991 arbeitet sie in Farbe mit einer Lochkamera von Peter Olpe. Die Arbeiten von Petra Böttcher gehören in den Bereich der inszenierten Fotografie. Zentrales Thema ist die Visualisierung der Zeit durch mehrfaches Belichten und übereinander Schichten von realen Szenen.
Das bekannteste Werk ist „Von dem Fischer un syner Fru II“ aus dem Jahre 2004, das u. a. in der Ausstellung zum Gabriele-Münter-Preis im Martin-Gropius-Bau in Berlin gezeigt wurde. Eine fotografische Besonderheit bei Böttchers Arbeiten ist die Belichtung von Rollfilmen in ganzer Länge. Dies führt zu besonders langen, schmalen Arbeiten.
Sie lebt in Efringen-Kirchen (Südbaden).

## Ausstellungen (Auswahl)
Für Ausstellungen mit dem Vermerk (K) wurde ein Katalog erstellt.
Bei Ausstellungen mit dem Vermerk (E) handelt es sich um Einzelausstellungen.
- 2001 Perplex, Kunst- und Ausstellungshalle der Bundesrepublik Deutschland, Bonn (K)
- 2002 50 Jahre Kunst in Baden-Württemberg, Schloss Bonndorf
- 2004 Regionale5, Kunsthaus Baselland, Muttenz/CH
- 2005 Regionale6, Kunst Raum Riehen/CH
- 2006 Museum Alte Schule, Efringen-Kirchen (E)
- 2007 Vincas-Grybas-Museum Jurbarkas, Litauen (E)
- 2007 Gabriele-Münter-Preis – Ausstellung, Martin-Gropius-Bau Berlin (K)
- 2007 Haus Salmegg, Rheinfelden (Baden) (E)
- 2008 SpielArt, Regierungspräsidium Karlsruhe, Große Landesausstellung BBK Baden-Württemberg
- 2008 Große Kunstausstellung, Kunsthalle Villa Kobe, Halle (Saale) (K)
- 2008 Regionale9, Städtische Galerie Stapflehus, Weil am Rhein
- 2009 Al-Thani-Award for Photography, Doha/Katar (K)
- 2009 pARTners, Grosvenor Museum, Chester/UK (K)
- 2009 NordArt Kunst in der Carlshütte, Büdelsdorf (K)
- 2009 Kunst 1989–2009 im Salmegg, Haus Salmegg, Rheinfelden (Baden)
- 2010 Pinhole-Festival Iserlohn, Städtische Galerie Iserlohn
- 2010 Art & Dialog, Zeitzeichen-Zeitgleich, T66, Freiburg im Breisgau (K)
- 2011 tierisch, Große Kunstausstellung 2011, Haus der Kunst, München (K)
- 2011 Achtung Spannung, Vertretung des Landes Baden-Württemberg bei der Europäischen Union, Brüssel, Belgien (K)
- 2011 Kreismuseum St. Blasien (E)
- 2012 Rendez-vous Sens Lörrach, Musée de Sens, Frankreich (K)
- 2012 Kunstdialoge am Oberrhein, Markgräfler Museum Müllheim (K)
- 2012 Midsummer Night’s Dream Exhibition, Castle Park Art Center, Frodsham, Großbritannien
- 2013 ...und dann lernen Gedanken fliegen, Peter-Paul-Kirche Schallbach (E)
- 2014 25 Jahre Verein Haus Salmegg, Haus Salmegg, Rheinfelden (Baden) (K)
- 2014/15 Die Blaue Reiterin und ihr Freundeskreis, Frauenmuseum Bonn
- 2016 Hülle und Fülle, Dreiländermuseum Lörrach
- 2017 Mit Kunst mittendrin, Ausstellung aus der Sammlung des Evangelischen Stadtkirchenbezirks Freiburg
- 2018 Camera obscura, Kunstverein Haus Salmegg, Haus Salmegg, Rheinfelden (Baden)

## Werke in öffentlichen Sammlungen
- 2001, 2011 Landkreis Waldshut
- 2002 Gemeinde Reinach, Schweiz
- 2006 Weil am Rhein
- 2007 Vincas-Grybas-Museum, Jurbarkas, Litauen
- 2007 Pielagos, Spanien
- 2008 Deutsches Architekturmuseum, Frankfurt am Main, EAP 1997
- 2010 Regierungspräsidium Freiburg
- 2011 Landratsamt Breisgau-Hochschwarzwald, Freiburg im Breisgau
- 2012 Rheinfelden (Baden): Porträt Oberbürgermeister Eberhard Niethammer
- 2012 Regierungspräsidium Freiburg, Freiburg im Breisgau
- 2012 Musée suisse de l’appareil photographique, Vevey, Schweiz
- 2014 Evangelische Stadtkirche Freiburg, Freiburg im Breisgau

## Kunst am Bau
- 1998 Telefonzelle, Kultur- und Kongresszentrum Burghof Lörrach, „zielstrebig I“ und „zielstrebig II“: I: 2,98 × 1,24 m; II: 2,70 × 1,20 m, Lochkamerafotografie
- 2004–08 Theke, Kultur- und Kongresszentrum Burghof Lörrach, „Gestrandet“, 0,75 × 16,5 m, Lochkamerafotografie, Abriss 2008
- 2006 Forum Sparkasse Lörrach-Rheinfelden, Lörrach, „Gedankenstrich“: 0,48 × 6 m, LED-hinterleuchtetes Diasec, Lochkamerafotografie

## Preise und Auszeichnungen
- 1997 Anerkennung im Europäischen Architekturfotografie-Preis
- 2008 Semi-Finalistin im Hasselblad Masters Award
- 2009 ZONTA Regio Kunstpreis